# 香港性交易產業
香港賣淫業是香港的性服務行業及相關產業的統稱。在香港性交易本身是合法的，但組織或操縱性交易活動是非法的。相關法制類似於英國，提供性服務的性工作者與接受性服務的顧客皆合法，性服務的買賣雙方直接交易不違法，性交易的中介人如涉及操控性工作者或組織賣淫活動則屬違法。香港沒有設立法定紅燈區供性交易行業集中經營，但部分地區有較多性服務經營者，較著名的包括旺角砵蘭街、上海街和新填地街、深水埗福華街、油麻地廟街、大角咀，以及尖沙咀香檳大廈等地。

## 歷史

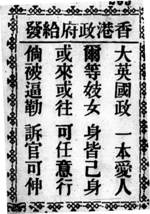
1845年，政府向性工作者收取「妓捐」，便會發出許可證

娼業是香港開埠早期非常盛行的行業。在1857至1890年期間，為了有效管制性病問題和娼業，香港殖民政府對娼業實行發牌和規管，其中1857年通過《傳染病條例》要求妓院登記與發牌，並強制妓女體檢。根據港督軒尼詩於1880年說法，香港制定妓院法例的真正目的，非為保護娼妓，而是提供潔淨的華人婦女，供殖民地上的英國士兵和皇家海軍水手取樂，不過服務華人的發牌妓院卻佔多數，根據港府在1877年的發牌妓院統計，持牌妓院總數140家，香港島有135家持牌妓院，九龍半島則有5家；若按服務對象劃分，有101家服務華人，有39家服務非華人；服務華人的受聘妓女有1314名，服務非華人的妓女則有226名。
在1889年，立法局通過《婦女及女童保護條例》，廢除1867年制定的《傳染病條例》，但保留大部分發牌規定，到了1893年，香港政府停止所有登記和檢查計劃。
1932年，香港立例宣佈禁娼，不得經營妓院，但沒有禁止個人性交易。

### 妹仔
妹仔是香港及華南地區歷史上的一種特殊勞動制度，年幼女童因家庭貧困被賣到較富裕的家庭當勞婢，妹仔被視為主人家的財產，由主人提供食宿在主人家家中做勞務，除了主人家可能給予一些零錢外，沒有其他酬勞，妹仔也沒有婚嫁自由，有些妺仔最後獲男雇主納為妾，並可繼承丈夫的財產。妹仔通常工作到20歲左右，主人家就會安排妹仔的婚嫁，但妹仔作為商品並無決定權，如果妹仔被其他人家看中，該人家又出錢為妹仔贖身，經主人家同意，便可將妹仔帶走，由於門當戶對的觀念，所以妹仔一般只能成為妾。在香港成為英國殖民地的前期，由於當年有經濟能力蓄婢的都是有頭有面的大戶人家及新界氏族的農村大地主，香港政府以尊重華人傳統為理由沒有將華人蓄婢的陋習取締，直至1920年代才因反對蓄婢運動而被廢止。

### 各地區娼業歷史
- 西區石塘咀：開埠初期香港設立公娼制，妓寨多設於石塘咀，1920年代廢除公娼後該地區逐漸式微。
- 灣仔駱克道：1960年代越戰激戰正酣，香港作為美軍在區內的休閒海港之一，經常有美國軍艦停靠，水兵則乘坐駁艇在灣仔分域碼頭一帶上岸，距離約10分鐘歩程的駱克道是酒吧林立之地，經常有美軍聚集消遣，色情事業繼而逢勃發展，至越戰在1970年代中期結束後才逐漸式微。

## 性工作者類型

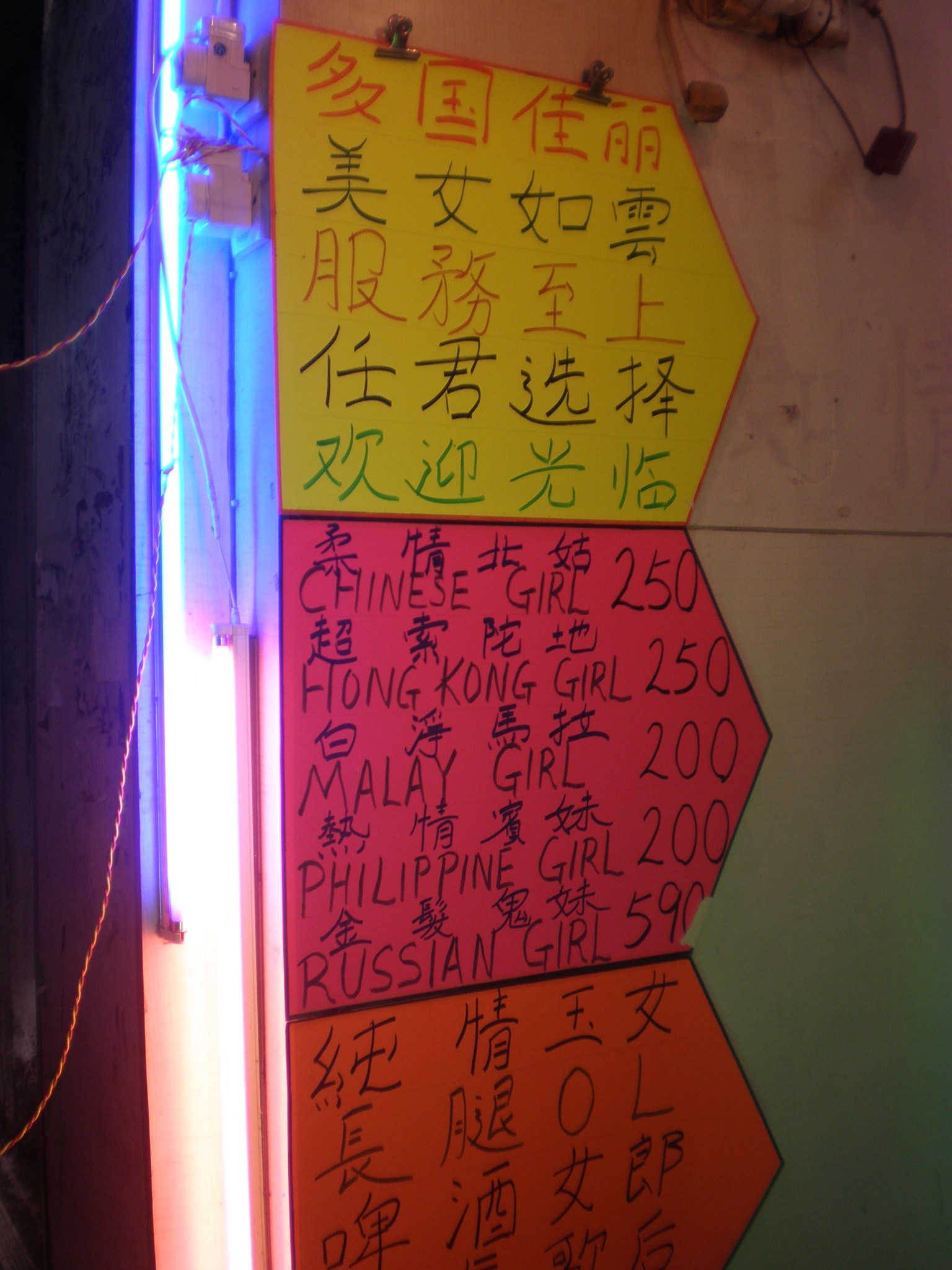
九龍豉油街色情場所外張貼的廣告，標示了不同國籍女性的性交易價錢。圖中中文簡體、繁體和英文並存。

### 固定營業場所
- 一樓一鳳：性工作者單獨在住宅單位內提供性服務，是香港合法性交易的獨有方式，因為在一個住宅單位內只有一名妓女而得名。在香港，如有超過一個性工作者在處所內提供性服務以換取報酬，有關處所會被推定是妓院而觸犯法例，所以發展出只可有一個性工作者單獨在一個處所內提供性服務的合法性交易模式。
- 夜總會公關、卡拉OK伴唱、網吧導師：通常此類場所在場內只提供合法娛樂或尋找性伴，但不准在場內性交易，因為在娛樂場所內發生性交易是有很大機會被指控經營賣淫場所而被檢控，所以性交易須在場外（例如時鐘酒店）進行。部份較低檔次的娛樂場所會默許員工在經營點提供性服務，在場所內直接進行性交易俗稱「就地正法」[7]。
- 骨妹、骨女：按摩院在香港又稱「骨場」，而提供性服務的按摩院又被稱為「邪骨」，這類提供性服務的按摩院是不符合按摩院發牌條件[8]，所以都是無牌經營，在骨場工作的女性「按摩師」或「技師」被稱為骨妹、骨女，如果有超過一名「按摩師」在無牌按摩院提供性服務，該場所即會被推論為妓院，經營者將會被撿控經營及管理賣淫場所，其中一個著名案例是首任國安處處長蔡展鵬被查獲於辦公時間身處於以按摩院為名的色情場所[9]。這類骨場的服務分為兩部分，首先是按摩，之後是「出火」、「波推」[10]、「夾腸」、「全高清推」等性服務[11]，有部分更提供陰道性交及「侍浴」等服務。
- 高級性服務妓女（類似高級私鐘妹或高級應召女郎）：這種性服務的收費較昂貴，客人也較注重私密性，性交易通常在住所或有等級的酒店進行，較少使用時鐘酒店，也有部分在遊艇上進行，部分未婚女明星會在家提供性服務予社會上的上流人士或男明星[12][13]。
- 舞男：未必會提供性服務，可能只供欣賞，與舞女類近。如有性服務提供，通要常離開表演場所，要前往時鐘酒店等地方才進行性交易。

### 無固定營業場所
- 應召女郎

這類性工作者一般沒有固定的服務場所，主要在網站賣廣告及提供聯絡電話，按客人的要求上門（應召），或者在指定酒店提供性服務，當中有不少是由馬伕（俗稱「爹哋」）為她們安排性工作，故此客人的來電不一定是由妓女親自接聽，而是由「爹哋」接聽客人的電話及商議收費，因此客人無需因為由男性接聽電話而驚訝，只需如常提出對性服務的要求、交易的時間和地點，如在酒店交易是由誰訂房，並商議好價錢及付費安排，之後互相提供電話及名稱（一般使用暱稱），以便屆時聯繫。為妓女安排工作的「爹哋」會從每次交易的服務費中抽取一定比例作為佣金，而這類透過「爹哋」分派到酒店提供性服務的應召女郎又稱為「酒店妹」。
1960年代至1970年代，不少應召女郎受黑社會操縱，以各式方法禁固在稱為「社」的集體宿舍之內，收到電話傳召才由「馬伕」帶到「架部」工作。行內稱為「社女」。70年代不少的電視、電影作品都曾以「社女」作題材。
- 私鐘妹與高鐘妹

私鐘妹性質與應召相同，是香港其中一種妓女。「私鐘」是指自由工作，沒有中介人，賣淫收入都是歸自己，無須與夜總會或「公關公司」分拆收益。私鐘妹雖然沒有中介人，收入全歸自己，但只能靠自己尋找客戶，包括與客人聯繫及商議價錢，然後應召到客人居所或酒店等地點進行交易。私鐘妹的客路一般較窄，通常透過客人推介，所以較注重服務質素，有部分私鐘妹也會在香港的中英文報章（例如：東方日報、HK Magazine等）刊登伴遊或交友廣告，或者定時在酒店內的酒吧出沒招攬新客。私鐘妹之中又可再分為高鐘妹，即是「高級私鐘妹」，原指質素較高，兼職性質，對客人有基本要求的私鍾妹，不但為客人提供性服務，亦有提供伴遊、飯局及派對等社交服務，然後再到酒店性交，而高鐘妹的收費比一般私鐘妹貴三成至數倍不等。
- 魚蛋妹

「魚蛋妹」在香港舊日的俗語中，指於「魚蛋檔」工作的妓女，大部份為未成年少女。雖是未成年少女，但指的其實是「女學生」，她們的工作地方稱為「魚蛋檔」，靠出賣身體為客人服務。因為在場內進行性交易很容易觸犯法例而被查封，所以在一般情況下，這類場所是不准魚蛋妹和客人發生性行為，包括口交和手淫，只會讓客人用手伸入魚蛋妹的衣服內四處遊走，稱為「摷嘢」，如客人想有進一步的行為，可與「魚蛋妹」私下協議，在「魚蛋檔」外的地方進行交易。因為客人用雙手觸弄女性乳房時的動作，有點像「魚蛋師傅」搓魚漿做魚蛋的動作，故得名「魚蛋妹」。另一種講法指「魚蛋妹」只能用手碰，不能性交，而這種用手碰的行為也被稱為「篤魚蛋」，另也有指是出自這類發育未久的少女，胸形有點像魚蛋而被稱為「魚蛋胸」，再引申出「魚蛋妹」。
在1970至80年代的「魚蛋檔」是透過開辦「康樂中心」的牌照營業，所以「魚蛋檔」通常是以樓上茶室作為招牌，表面上是正當經營，而早年的「魚蛋檔」為免違反發牌條件而被吊銷牌照，所以不准許客人和少女在場所內性交，但後來「魚蛋檔」越開越多，在競爭下開始有「魚蛋檔」冒著風險默許客人在場內性交，而只摸不做的「魚蛋檔」在競爭下顯然沒有市場，所以越來越多「魚蛋檔」縱容場內性交易，演變成掛著茶室或康樂中心招牌的妓院，政府於是立法禁止兩名性工作者在同一處所賣淫，加強打擊這類賣淫場所，「魚蛋檔」自此很難逃避法律責任，所以在1990年代迅速沒落，並由新興的一樓一鳳取而代之。
- 老泥妹

「老泥妹」是1990年代香港對某些邊緣少女的稱呼，帶有貶義，據說由1994年的《東周刊》首先使用。粵語「老泥」意思是人體表皮上的污垢，一般這種污垢是沒有洗澡所形成。「老泥妹」因離家出走，只能靠與其他人進行性行為時才有機會洗澡，此現象其後更成為電影題材，如《老泥妹》、《老泥妹之四大天后》等。1990年代中以後，社會應用這種稱呼已不多。一般指為「老泥妹」的特徵有：離家出走沒洗澡、濫交、說粗話、吸煙、經常在尖東和旺角一帶出沒。
- 企街（站壁）

穿著性感的女子站在街上招客，有時會用眼神及動作吸引行人注意。多在旺角、油麻地及佐敦一帶，包括佐敦道、上海街、新填地街及廟街，深水埗的鴨寮街及福華街招客，再到時鐘酒店或套房交易。
- 供養妓女（類似私鐘妹）

部分上流人士或男明星会供養一名或多名妓女，性欲發作或召開性派對時上門工作。此外，亦有貪污罪犯供養妓女用作行賄。

### 援助交際
援助交際一詞源自日本，亦即不定時、無固定交易場所、兼職從事性工作的少女。
在香港自2000年代援交網站紛紛出現，少女得以在網上與客人討價及相約，援助交際開始成為一個嚴重的社會問題，但自王嘉梅命案後才真正被社會人士重視。2007年10月14日，循道衛理楊震社會服務處油尖旺青少年綜合發展中心發表名為《香港少女援助交際現象初探》的研究報告，指出大部份援交少女大都因缺乏家人關懷或為滿足購買名牌等的物質生活，而投身援交行列。而報告亦同時指出互聯網關於援交的資訊日漸增加，間接令更多人投入援交行列。活躍於兩岸三地的已故著名電影導演柯受良曾拍攝電影《老泥妹》，講述這一班在香港的援交少女的故事。

## 收費
收費一般以妓女質素而定，部分的妓女會以擁有長腿、巨乳為賣點增加收費，亦有妓女於嫖客提出特别要求時加收費用。低檔次及低收費的妓女在提供性服務時可能會穿衣服，只脫去下身的衣物露出陰道進行陰道交，如要求脱光所有衣服便可能要加收費用。另外，如要求進行陰道性交以外的服務，或不在「套餐」範圍內的其他性服務，例如口交、肛交、乳交等，費用亦會增加。

## 姐姐仔會
姐姐仔會是香港首個由性工作者自己成立的組織，希望幫助同行間守望相助的團體，在2006年11月由紫藤協助下成立。不少國家如澳洲、柬埔寨等早有性工作者工會，如2000年成立、英國總工會旗下的國際性工作者聯盟（IUSW），便是當中著名的一個例子。
因為根據香港法例，操控性工作者是非法行為，任何人不能僱用性工作者為第三者提供性服務，所以性工作者不會有合法的僱主，因此姐姐仔會只取得社團註冊，而並非法律上的正式工會。

## 電影創作
- 《蘇絲黃的世界》（The World of Suzie Wong）（1960年）
- 《社女》（1975年，林建明、伊雷主演）
- 《應召名冊》（1977年，劉雅、陳萍、余莎莉主演）
- 《靚妹仔》（1982年，麥當雄監製，林碧琪、溫碧霞主演）
- 《應召女郎一九八八》（1988年，張曼玉、馮寶寶、吳家麗主演）
- 《香港舞男》（1990年，任達華主演）
- 《廟街皇后》（1990年，劉國昌導演，張艾嘉主演）
- 《大咸濕》、《私鐘真面目》（1992年,由黃霑主持）
- 《92應召女郎（現代應召女郎）》（1992年）
- 《馬伕手記》（1993年）
- 《94應召女郎》（1994年）
- 《藝壇照妖鏡之96應召名冊》（1996年，蔡美蘭主演）
- 《榴槤飄飄》（2000年，陳果導演，秦海璐主演）
- 《香港有個荷里活》（2001年，陳果導演，周迅主演）
- 《金雞》（2002年）、《金雞2》（2003年）、 《金雞SSS》（2014年）、《12金鴨》（2015年）: 由吳君如主演
- 《性工作者十日談》（2007年，邱禮濤導演，由朱茵主演）
- 《性工作者2 我不賣身·我賣子宮》（2008年，邱禮濤導演，由劉美君主演）
- 《雛妓》（2015年，邱禮濤導演，由蔡卓妍主演）

## 延伸閱讀
- 香港影庫：陳奧圖作品列表（页面存档备份，存于）
- 《塘西風月史》，吳昊著，次文化堂，2010年初版，ISBN 9789629922498
- 《古老生意新專業──香港性工作者社會報告》，楊漪珊 著，天地圖書有限公司，2001年3月初版，ISBN 9629933004

## 外部連結
- （中文）紫藤官方網頁（页面存档备份，存于）
- （中文）「青鳥」官方網頁（页面存档备份，存于）
- （中文）循道衛理楊震社會服務處「愛自己 ● 活得起」預防青少年援交計劃 C.A.R.E. Project[永久]
- （中文）姐姐仔會Facebook （页面存档备份，存于）